# Partitura
Partitura je notový záznam hlasů v čitelném uspořádání.

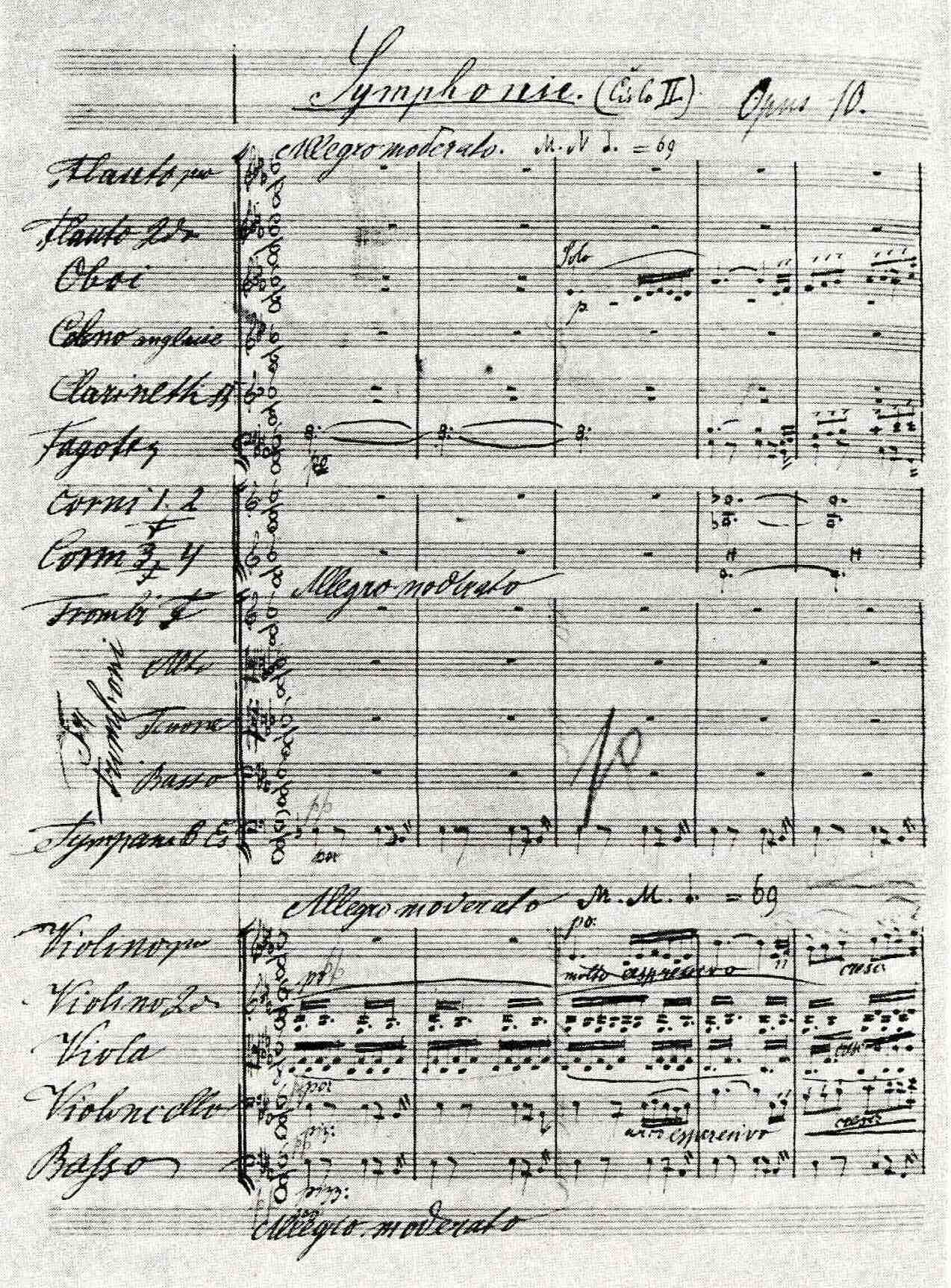
Rukopis partitury Symfonie č. 3 Antonína Dvořáka

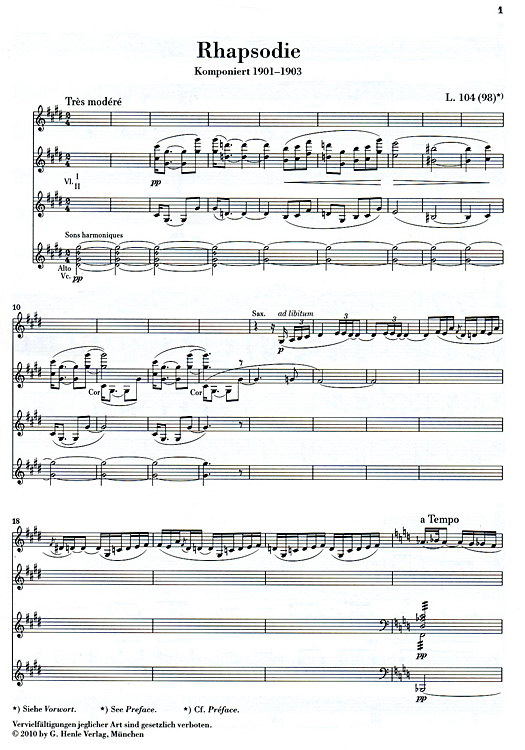
Particello Rapsodie pro saxofon Clauda Debussyho

V partituře jsou všechny tóny, které mají znít současně, umístěny přesně nad sebou. Pro přehlednost a snazší orientaci slouží taktové čáry. Poprvé se objevují v 16. století, byly umístěny náhodně a sloužily pouze pro orientaci. Od 17. století zčásti vyjadřují i metrum, protože doba po taktové čáře má metrický přízvuk (je přízvučná, "těžká"). Pro orientaci dirigenta a hudebníků bývají takty číslované.

## Pořadí hlasů v orchestrální partituře
Pro pořadí hlasů v partituře existovalo mnoho variant. Zpravidla jsou hlasy řazeny podle nástrojových skupin (dřeva, žestě, bicí nástroje, smyčce). Zhruba od začátku 19. století se ustálilo následující uspořádání (od shora dolů, v závorce uvedeny užívané zkratky):
- Dřevěné nástroje (dřeva)
  - Flétny (Fl)
  - Hoboje (Ob)
  - Klarinety (Cl)
  - Fagoty (Fg)
- Žestě
  - Lesní rohy (Cor)
  - Trubky (Tbe)
  - Pozouny (Trb)
  - Tuba (Tba)
- Bicí nástroje
  - s určitou výškou tónu (tympány, zvonkohra, xylofon, krotály, marimba a pod.)
  - s neurčitou výškou tónu (buben, činely, triangl a pod.)
- Harfa (Arpa), klavír (Pfte), varhany, celesta
- Vokální složka
  - Sólisté
  - Sbor
- Smyčce
  - Housle (Vl)
  - Violy (Va)
  - Violoncella (Vc)
  - Kontrabasy (Cb)

Ve starší hudbě, zejména v chrámových skladbách, bývají pěvecké hlasy umístěny mezi smyčce a basso continuo.

## Další typy notového zápisu
Pro praktické účely se kromě velké partitury používá tzv. particello, ve kterém jsou hlasy uspořádány do menšího počtu systémů, zpravidla podle nástrojových skupin. Ke studiu jsou také vydávány kapesní partitury tištěné zhruba ve formátu A5.
Konečně je často používán klavírní výtah, ve kterém jsou všechny hlasy partitury shrnuty do dvou linek, jako u not pro klavír. Ve své době byly amatérskými hudebníky velmi oblíbené klavírní výtahy orchestrálních skladeb (zejména v úpravě pro čtyři ruce). Dnes se klavírní výtah používá hlavně při studiu vokálních skladeb (oper, mší, oratorií apod.)
Hudební vývoj ve dvacátém století si vyžádal i nové typy zápisu, které jsou schopny zachytit netradiční nástroje, zvuky a techniky. Jejich tvar a použití je dáno individualitou skladatele i jeho díla.